# Barvínkove
Barvínkove (en ucraïnès Барвінкове, en rus Барвенково) és una ciutat de la província de Khàrkiv, Ucraïna. El 2021 tenia 8.110 habitants. Fins al 18 de juliol del 2020 Barvínkove era la seu administrativa del districte homònim, però aquest districte quedà abolit el 2020 després de la reforma administrativa d'Ucraïna, que reduí el nombre de districtes de la província de Khàrkiv a només set.